# شيكأو أونوأإيه
شيگًأُو أُونوأُإيه (باليابانية: 尾上 恵生) (15 يوليو 1976 في هيروشيما في اليابان – )؛ هو لاعب كرة قدم ياباني سابق كان يلعب كمهاجم.

## وصلات خارجية
- شيكأو أونوأإيه على موقع رابطة كرة القدم اليابانية للمحترفين (اليابانية)